# Zakazanka
Zakazanka (biał. Заказанка) – wieś na Białorusi, położona w obwodzie brzeskim w rejonie brzeskim w sielsowiecie Znamienka. We wsi znajduje się przystanek osobowy Zakazanka na linii Brześć-Włodawa.

## Historia
W XIX w. Zakazanka znajdowała się w gminie Miedna ujezdu brzeskiego guberni grodzieńskiej. W okresie międzywojennym Zakazanka należała do gminy Miedna w powiecie brzeskim województwa poleskiego. Według spisu powszechnego z 1921 r. była to wieś licząca 8 domów. Mieszkały tu 53 osoby: 29 mężczyzn, 24 kobiety. Wszyscy byli prawosławni i wszyscy mieszkańcy deklarowali narodowość białoruską.

## Zakazanka w kulturze
Miejscowość jest pierwowzorem fikcyjnej wsi Dobratycze, głównego miejsca akcji powieści Natalli Babiny pt. Miasto ryb. Dobratycze bardzo przypominają Zakazankę pod względem położenia, geografii, historii i struktury etnicznej mieszkańców.